# Moa (Cuba)
Moa é um município localizado na província de Holguín
Em sua região há muitos depósitos de Níquel.

## Demografia
Em 2010, a população de Moa atingiu 63.951 habitantes. Com uma area total de 730 km², resultou em uma densidade populacional de 97.4 hab./km².